# The Hart Dynasty
The Hart Dynasty ("A Dinastia Hart") foi um grupo (stable) de wrestling profissional que lutou na World Wrestling Entertainment (WWE). O grupo consistia da dupla de Tyson Kidd e David Hart Smith, e da WWE Diva Natalya. O nome da equipe vem da conexão entre os três lutadores e a família Hart; Tyson Kidd foi treinado por Bret Hart, David Hart Smith é filho de Davey Boy Smith, e Natalya é filha de Jim Neidhart.

## História

### World Wrestling Entertainment

#### Florida Championship Wrestling (2007–2009)

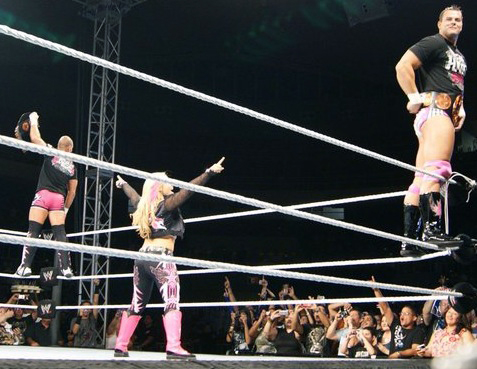
The Hart Dynasty (e-d): Natalya, David Hart Smith e Tyson Kidd.

Em 2007, a World Wrestling Entertainment (WWE) lançou seu novo território de desenvolvimento, Florida Championship Wrestling (FCW). David Hart Smith, Nattie Neidhart e TJ Wilson foram transferidos para lá, se aliando como Next/New Generation Hart Foundation (também conhecidos simplesmente como The New Hart Foundation), mais tarde se unindo a Teddy Hart e Ted DiBiase, Jr.. No primeiro evento da FCW, em 26 de junho, Smith se tornou o primeiro Campeão Sulista dos Pesos-Pesados ao derrotar outros 21 lutadores em uma Battle Royal. Em outubro, Teddy foi demitido. Eventualmente, DiBiase, Neidhart e Smith, após perder o título, foram mandados para o elenco principal da WWE, mas em programas diferentes: DiBiase e Smith (usando o nome DH Smith) para o Raw e Neidhart para o SmackDown, separando o grupo. Smith foi transferido para o SmackDown, mas foi mandado de volta para a FCW antes de estrear, reformando o grupo com Wilson. Com a ajuda de Neidhart (renomeada Natalya) os dois ganharam o FCW Florida Tag Team Championship em 30 de outubro de 2008, derrotando Joe Hennig e Heath Slater. Eles se mantiveram campeões até 11 de dezembro, quando foram derrotados por Johnny Curtis e Tyler Reks. Após perder os títulos, eles foram novamente separados quando TJ Wilson (renomeado Tyson Kidd) foi mandado para a ECW, com Natalya como sua valet.

#### Elenco principal (2009–2010)
No Draft Suplementar de 2009, Natalya e Smith foram oficialmente transferidos para a ECW, mesmo com Smith nunca tendo estreado no SmackDown. No ECW on Sci Fi de 12 de maio, Smith estreou usando o nome David Hart Smith, interferindo na luta entre Kidd e Finlay, reformando o grupo sob o nome de The Hart Trilogy ("A Trilogia Hart"), antes de ter o nome mudado para The Hart Dynasty ("A Dinastia Hart"). Smith estreou derrotando Finlay na semana seguinte. A dupla teve sua primeira luta como tal junto com Jack Swagger, derrotando Christian e Tommy Dreamer em uma luta 3-contra-1 em 26 de maio. Eles estrearam como dupla simples na ECW de 9 de junho, derrotando Christian e Swagger. Em 29 de junho, o trio foi transferido para o SmackDown, estreando em 3 de julho, sendo derrotados por Cryme Tyme. A Hart Dynasty fez sua estreia em pay-per-view no Bragging Rights em uma luta 7-contra-7, mas acabaram sendo derrotados. Eles enfrentaram D-Generation X pelo Unified WWE Tag Team Championship em dezembro, sendo derrotados.
Em 28 de março de 2010, a Hart Dynasty (e o resto da família Hart), ficaram ao lado de Bret quando ele enfrentou Vince McMahon em uma luta No Holds Barred no WrestleMania XXVI, aplicando o Hart Attack em McMahon durante a luta, se tornando mocinhos. No Raw da noite seguinte, a Hart Dynasty derrotou ShoMiz (The Miz e Big Show).

#### Campeões de Duplas e separação (2010)

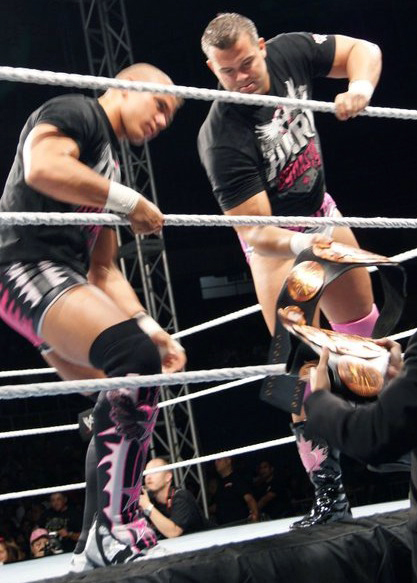
Hart Dynasty como Campeões de Duplas da WWE em 2010.

No Extreme Rules, eles ganharam uma luta pelo Unified Tag Team Championship após derrotar ShoMiz em uma luta gauntlet (que também incluiu John Morrison & R-Truth e Montel Vontavious Porter & Mark Henry). No Raw de 26 de abril, a Hart Dynasty derrotou ShoMiz para ganhar os títulos. No dia seguinte, os três membros do grupo foram transferidos para o Raw durante o Draft Suplementar de 2010. Em 10 de maio, Kidd derrotou The Miz, o que deu a qualquer membro da Hart Dynasty uma luta pel WWE United States Championship de Miz, que escolheu Bret Hart. No Raw seguinte, em 17 de maio, Hart derrotou Miz, se tornando Campeão dos Estados Unidos, com a ajuda dos outros membros do grupo, que o defenderam de ataques de Chris Jericho, William Regal e Vladimir Kozlov. No Over the Limit, a Hart Dynasty derrotou The Miz e Chris Jericho para manter os títulos.
Em 24 de maio, Bret Hart foi nomeado Gerente Geral do Raw, deixando vago o United States Championship. No mesmo episódios do Raw, a Hart Dynasty começou uma rivalidade com Jimmy e Jey Uso, filhos de Rikishi, e Tamina, filha de Jimmy "Superfly" Snuka. No Fatal 4-Way, os três membros da Hart Dynasty derrotou os três membros do outro grupo. Na noite seguinte, no Raw, Hart foi demitido do cargo de Gerente Geral. No Money in the Bank, a Hart Dynasty e os Usos competiram em uma luta pelos títulos, a qual foi vencida pelos Harts.
No Raw de 16 de agosto, o World Tag Team Championship foi aposentado, tornando a Hart Dynasty seus últimos campeões. Na mesma noite, Bret Hart deu à Hart Dynasty novos cinturões do WWE Tag Team Championship. No Night of Champions, a Hart Dynasty perdeu o WWE Tag Team Championship para Cody Rhodes e Drew McIntyre em uma luta Tag Team Turmoil que também envolveu os Usos, Vladimir Kozlov e Santino Marella, e Evan Bourne e Mark Henry. Após falhar em ganhar de volta os títulos, Kidd e Smith passaram a se desentender.
No Raw de 15 de novembro, Kidd se recusou a fazer dupla com Smith, lhe atacando durante uma luta pelo WWE Tag Team Championship contra The Nexus (Justin Gabriel e Heath Slater). Kidd se tornou um vilão novamente. Smith derrotou Kidd no WWE Superstars de 25 de novembro. Ao fim da luta, Smith ofereceu um aperto de mão a Kidd, que o estapeou. No Raw seguinte, Kidd derrotou Smith, que foi demitido da WWE em 5 de agosto de 2011.

## No wrestling
- Movimentos de finalização
  - Sharpshooter
- Movimentos de dupla

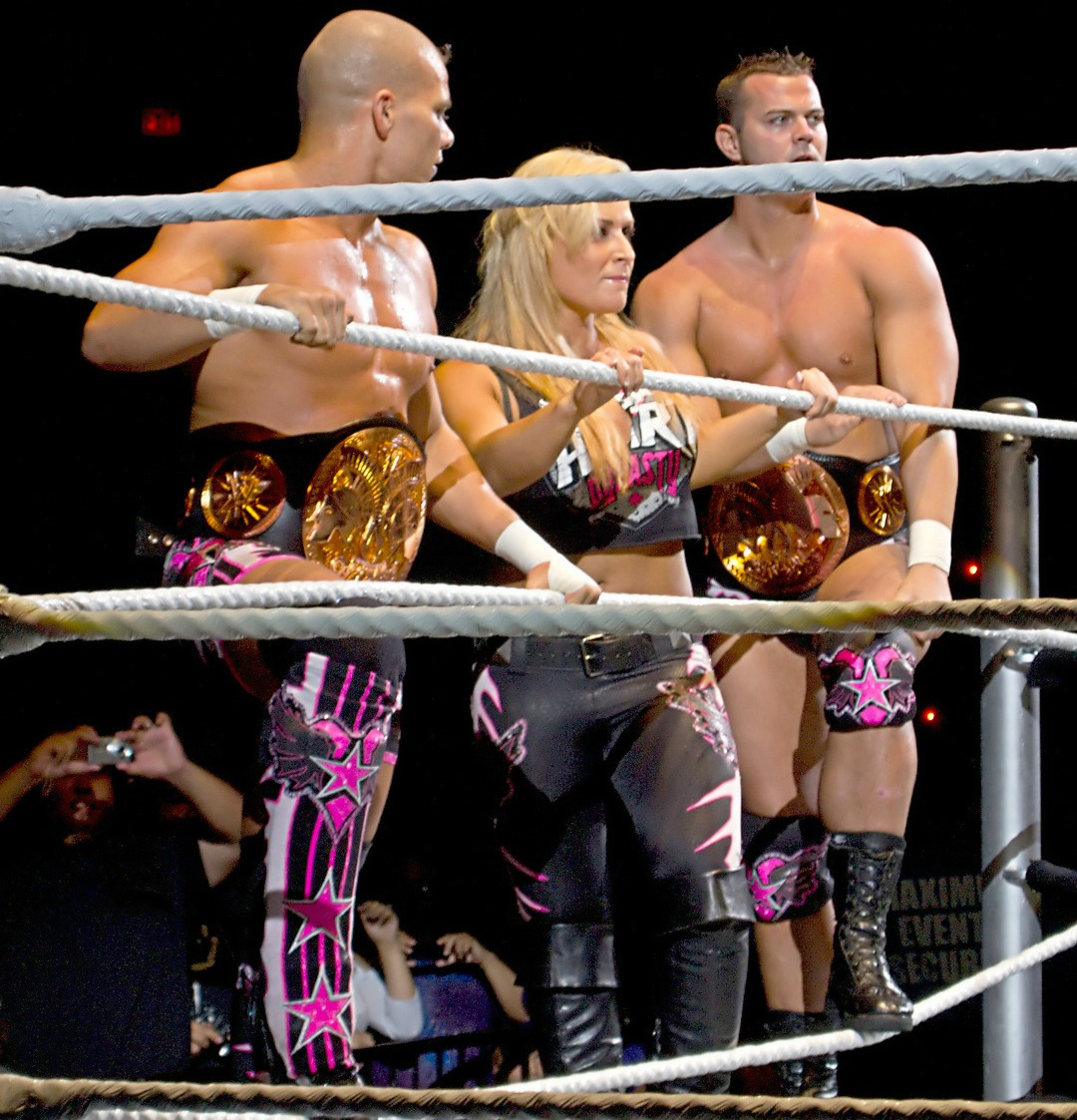
A Hart Dynasty como Campeões de Duplas.

  - Hart Attack (Combinação de bearhug hold e springboard lariat takedown)
- Manager
  - Bret Hart
- Temas de entrada
  - "New Foundation" por Jim Johnston e cantada por Jimi Bell[30][31]

## Títulos e prêmios
- Florida Championship Wrestling
  - FCW Florida Tag Team Championship (1 vez) – DH Smith e TJ Wilson
  - FCW Southern Heavyweight Championship (2 vezes) – Harry Smith (1), TJ Wilson (1)

- World Wrestling Entertainment
  - World Tag Team Championship (1 vez) – David Hart Smith e Tyson Kidd[12]
  - WWE Tag Team Championship (1 vez) – David Hart Smith e Tyson Kidd[13]
  - WWE United States Championship (1 vez) – Bret Hart[17]
- WrestleSlam Awards
  - Dupla do Ano (2010)